# Исламабад (шахрестан Дизфуль)
Исламаба́д (перс. اسلام اباد‎) — небольшой город на юго-западе Ирана, в провинции Хузестан. Входит в состав шахрестана Дизфуль.
На 2006 год население составляло 4 939 человек.

## География
Город находится на севере Хузестана, в северо-восточной части Хузестанской равнины, на высоте 94 метров над уровнем моря.
Исламабад расположен на расстоянии приблизительно 110 километров к северу от Ахваза, административного центра провинции и на расстоянии 450 километров к юго-западу от Тегерана, столицы страны.